# Arena rock

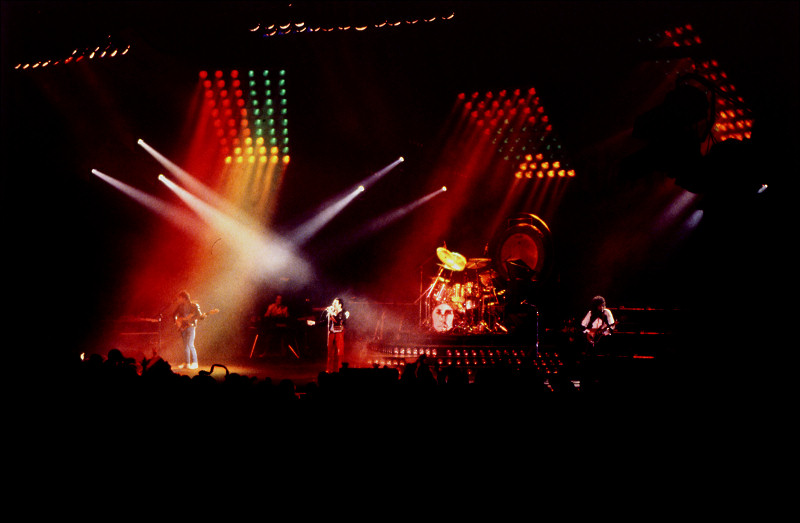
Queen en vivo en Noruega, en 1982, donde se aprecian la iluminación y el escenario típicos de un show "arena rock".

Arena rock, también llamado stadium rock o pomp rock, es una denominación creada para englobar artistas de rock que ofrecen conciertos multitudinarios en grandes estadios de fútbol o fútbol americano.
El término no hace referencia a un género musical, aunque es mayormente utilizado para referirse a bandas y solistas mainstream de rock duro, rock progresivo o classic rock.

## Características
El arena rock no es propiamente un estilo musical ya que no se lo define musicalmente por su sonido, sino básicamente por sus shows espectaculares y escenarios gigantescos, siendo música que se dice compuesta y diseñada para ser interpretada en estadios y conciertos multitudinarios. Los conciertos de las bandas de arena rock a menudo ofrecen espectáculos de luz láser, humo y pantallas de vídeo. Es por tanto un género vinculado a artistas o bandas consagradas que gozan de masividad y pertenecientes al mencionado circuito "mainstream".
Hay quienes consideran que el arena rock toma su sonido de una mezcla de hard rock, heavy metal y rock progresivo, siendo más pesado que el pop rock convencional, pero no tan duro y más comercial que otros subgéneros, como el heavy metal. 
A menudo, las canciones encuadradas dentro de este género suelen estar unidas dentro de álbumes conceptuales, una característica heredada del rock progresivo. A su vez, este subgénero incluye cuidadas producciones, un énfasis en los versos y en los estribillos, que a menudo rebasan la frontera de lo épico (de ahí el nombre de anthem rock, ya que anthem significa himno en español), lo que lo distingue del rock convencional.
Actualmente el rock está evolucionando al rock de estadio del siglo XXI, con álbumes de estudio con nuevos sonidos, guitarras eléctricas con eco, mezcla de música electrónica, sonidos de arena, estilizando la melodía. Haciendo el rock menos pesado que el Heavy metal y el Hard rock pero más denso que el pop rock.

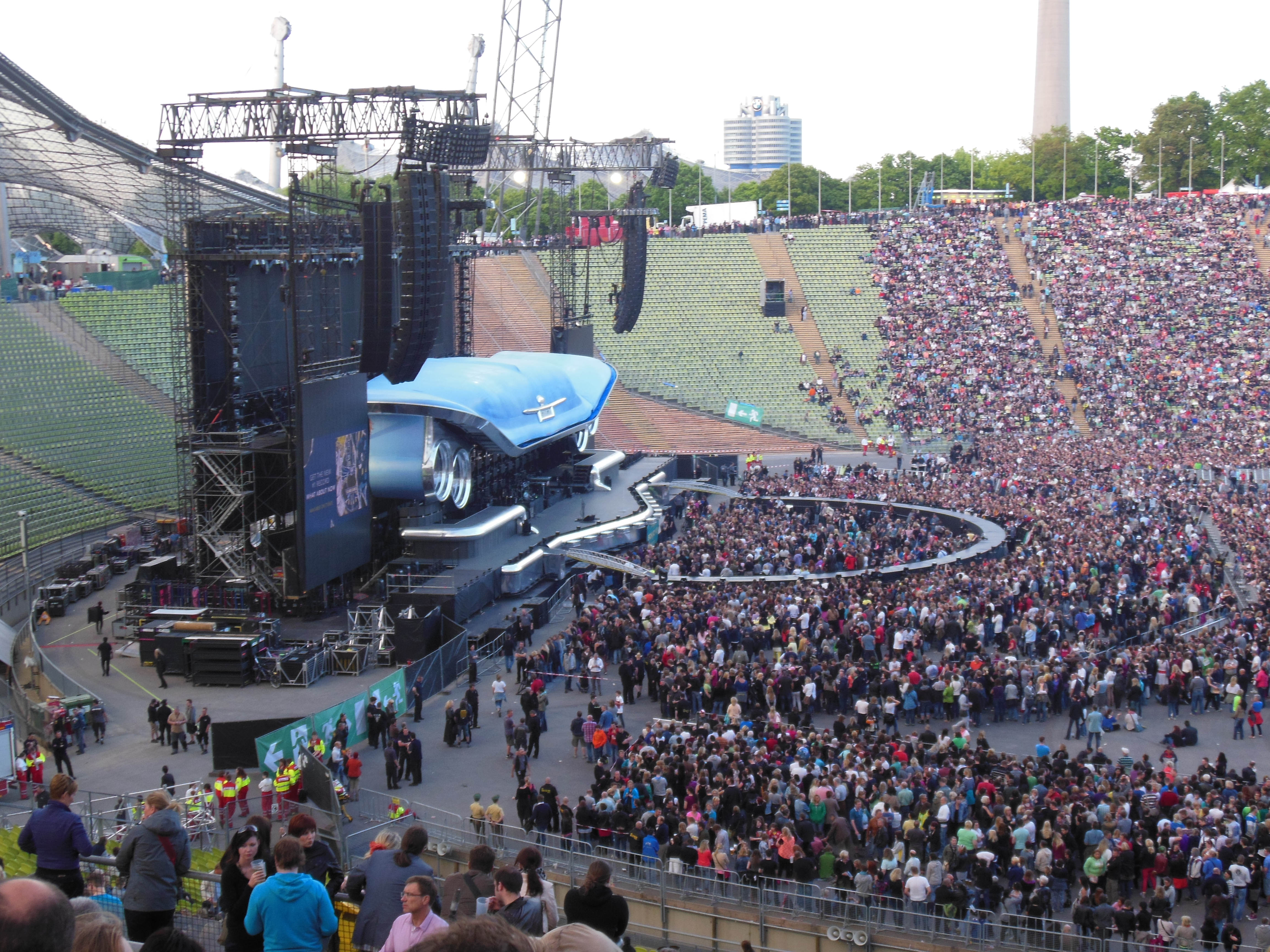
Escenario del Because We Can Tour, de Bon Jovi, en el Estadio Olímpico de Múnich (junio de 2013).

## Historia
Los orígenes del arena rock pueden situarse a principios de la década de 1960, con bandas como The Beatles tocando ante más de 75.000 personas en el legendario Shea Stadium dando el primer concierto al aire libre de la historia y dando inicio a la era del Rock de estadio que ha perdurado hasta nuestros días, The Rolling Stones o The Who, sin embargo sus inicios datan con Elvis Presley pero ya que no daba giras mundiales se considera como un padrino de este movimiento. Estas bandas daban conciertos multitudinarios alrededor del mundo, en estadios y arenas. Sin embargo, el género fue creado por bandas como Styx, Journey, Boston, Toto, Foreigner, Peter Frampton, Starship, Kansas, REO Speedwagon o Van Halen, entre otros. 
Estas formaciones "organizarían los mayores conciertos de la historia de los 1970", y ayudaron a que el arena rock se popularizara en los años 1980, la época de su máximo esplendor. 
Además de los creadores del género, otras bandas como Aerosmith, Kiss, Deep Purple, AC/DC, Bon Jovi, Cheap Trick, U2, Judas Priest o Scorpions estaban en su etapa de apogeo, y conseguían que sus conciertos se llenasen.

## Algunos artistas de "arena rock"

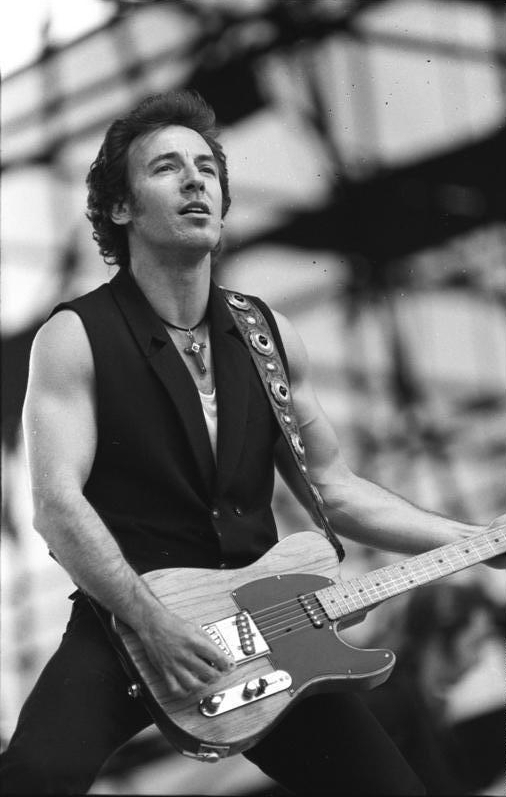
Bruce Springsteen en directo, 1988.

- AC/DC
- Journey
- Foreigner
- Elton John
- Mötley Crüe
- Paul McCartney
- The Beatles
- Kiss
- The Rolling Stones
- Phil Collins

- The Who
- Billy Joel
- Bon Jovi
- Rod Stewart
- Bruce Springsteen
- U2
- Black Sabbath
- Queen
- Rammstein
- Asia
- Muse
- Pink Floyd
- Def Leppard
- Bryan Adams
- Whitesnake
- Genesis
- Guns N' Roses
- Rush
- Toto
- Metallica
- Led Zeppelin
- Judas Priest
- Bob Dylan
- Cream
- Eric Clapton
- The Jimi Hendrix Experience
- Thin Lizzy
- Megadeth
- Arctic Monkeys
- Daughtry
- Tame Impala
- Fall Out Boy
- Three Days Grace
- The Kinks
- The Doors
- The Police
- Van Halen
- Pearl Jam
- Weezer
- Godsmack
- Pantera
- Coldplay
- Imagine Dragons
- Theory of a Deadman
- Linkin Park
- The Clash
- Red Hot Chili Peppers
- Sum 41
- Slayer
- The Killers
- Rise Against
- Shinedown
- You Me at Six
- King Diamond
- Wolfmother
- David Bowie
- Elvis Presley
- Scorpions
- Green Day
- Iron Maiden
- Janis Joplin
- Santana
- ZZ Top
- Oasis
- Asking Alexandria
- Bring Me the Horizon
- Nickelback
- Rainbow
- Bad Omens
- Sleep Token
- Breaking Benjamin
- Architects
- Spiritbox